# Robinette
Robinette ist ein Census-designated place (CDP) in Logan County im US-Bundesstaat West Virginia. Die Volkszählung von 2020 erfasste 567 Einwohner. Der CDP wurde im Jahr 2010 vom Census definiert. Er war zuvor Teil des Amherst-Robinette CDP. Robinette war einer der Orte, die nach einem Dammbruch am 26. Februar 1972 von der Flutwelle getroffen wurden.

## Lage
Der Ort liegt bei den Koordinaten 37° 47' 8.15" Nord und 81° 47' 16.55" West auf einer Höhe von 399 Metern über dem Meeresspiegel am Buffalo Creek. Die 7,82 km² große Fläche des Gebietes setzt sich zusammen aus 7,77 km² Land- und 0,05 km² Wasserfläche. Die Buffalo Creek Road führt entlang des Flusses nach Man am Guyandotte River.